# Międzynarodowy Dzień Dzieci Będących Ofiarami Agresji
Międzynarodowy Dzień Dzieci Będących Ofiarami Agresji, ang. International Innocent Child Abuse Victim Day – okolicznościowy dzień obchodzony corocznie 4 czerwca przez Narody Zjednoczone.
19 sierpnia 1982 roku, na specjalnej sesji na temat kwestii palestyńskiej, Zgromadzenie Ogólne ONZ - wstrząśnięte ogromną liczbą palestyńskich i libańskich dzieci zabitych podczas dokonywanych przez Izrael aktów agresji - postanowiło ustanowić w dniu 4 czerwca doroczne obchody Międzynarodowego Dnia Dzieci Będących Ofiarami Agresji (rezolucja ES-7/8).

## Święta podobne
Międzynarodowy Dzień Zapobiegania Przemocy Wobec Dzieci (19 listopada)
Międzynarodowy Dzień Zapobiegania Przemocy wobec  Dzieci –  obchodzony  jest 19 listopada. 
Powstał w 2001 roku z inicjatywy szwajcarskiej fundacji „Światowy Szczyt Kobiet” (Women's World Summit Foundation, WWSF). Obecnie ponad 700 organizacji pozarządowych ze 125 krajów świata tworzy międzynarodową koalicję, która inicjuje obchody, organizuje krajowe i lokalne akcje, adresuje postulaty i rekomendacje do urzędów swoich krajów. Głównym celem koalicji jest przyczynianie się do tworzenia kultury zapobiegania nadużyciom i przemocy wobec dzieci. Ten globalny sojusz stara się zwiększyć świadomość, mobilizować opinię publiczną do działania i rozpowszechnia programów prewencyjnych.
Międzynarodowy Dzień Zapobiegania Przemocy wobec Dzieci w Polsce
W Polsce od 2012 roku koordynatorem działań związanych z tym dniem jest Fundacja Dzieci Niczyje (FDN). W 2012 roku z okazji obchodów Dnia zorganizowała ona kampanię „Zła tradycja”. Akcja ma zwrócić uwagę na to, jak istotne jest reagowanie na przemoc wobec najmłodszych
Intencją inicjatorów akcji jest zwiększanie świadomości społecznej w zakresie problemu i profilaktyki wykorzystywania seksualnego i przemocy wobec dzieci. Organizatorzy apelują do rządów i społeczeństw o aktywne promowanie praw dziecka i zapobieganie krzywdzeniu dzieci. Odwołują się do art. 34 Konwencji o Prawach Dziecka, który mówi, że „Państwa-Strony zobowiązują się do ochrony dzieci przed wszelkimi formami wyzysku seksualnego i nadużyć seksualnych”. Wskazują również na art. 19 Konwencji zobowiązujący Państwa-Strony do ochrony dzieci „przed wszelkimi formami przemocy fizycznej bądź psychicznej, krzywdy lub zaniedbania bądź złego traktowania lub wyzysku, w tym wykorzystywania w celach seksualnych”.
Dzień ten jest ściśle powiązany z obchodzonym 20 listopada  Dniem Ochrony Praw Dziecka, który ma przypominać o przywilejach najmłodszych. Prawa dzieci są wciąż naruszane, także w krajach rozwiniętych, dlatego trzeba stale przypominać o ich znaczeniu. Prawa dziecka nie są dobrem zbywalnym, one po prostu istnieją. Zadaniem dorosłych jest ochrona dzieci poprzez opiekę, wychowanie i przygotowanie do samodzielności.